# Biserica de lemn din Dealu Bisericii

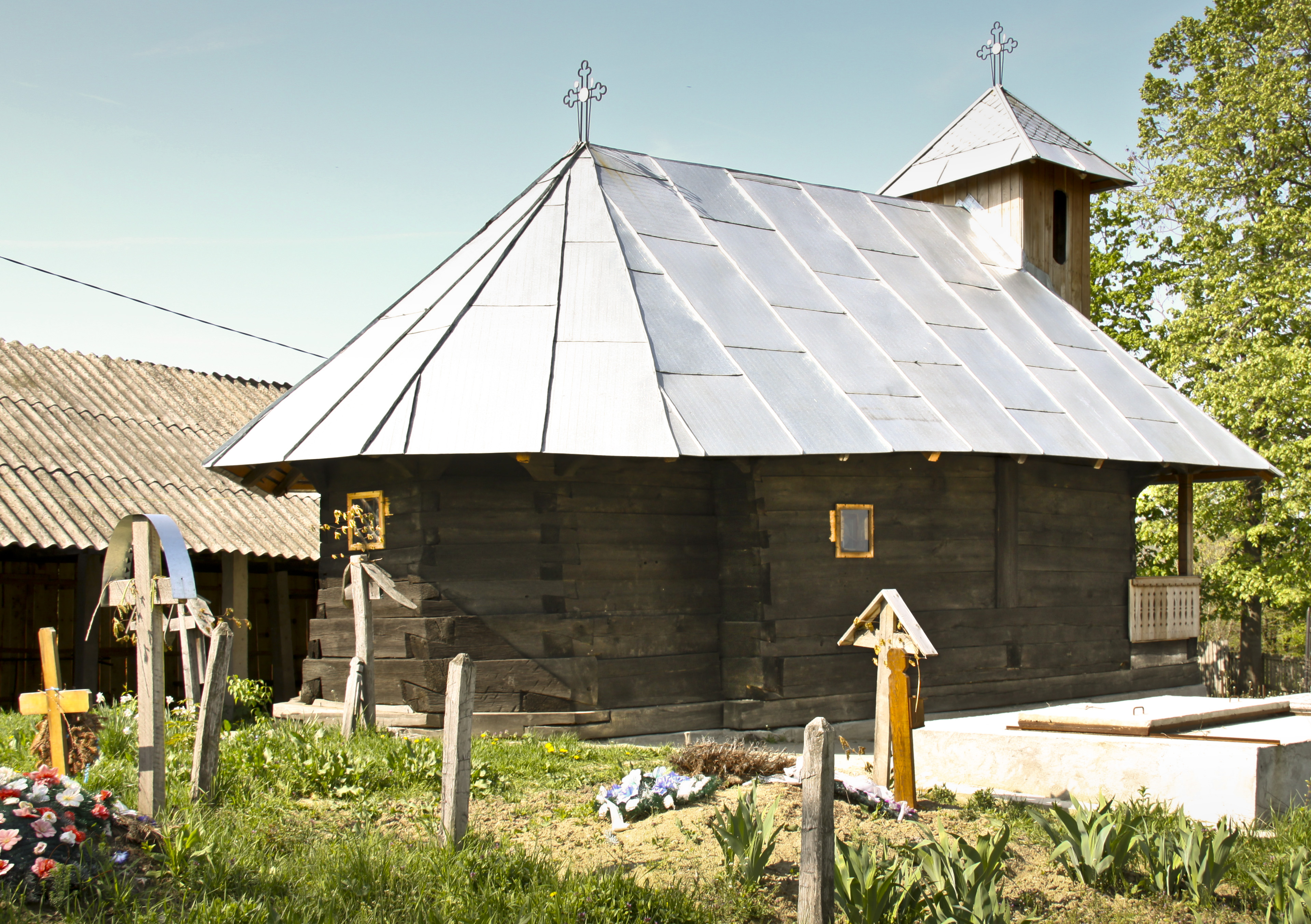
Biserica de lemn din Dealul Bisericii, Vâlcea, foto: 2010.

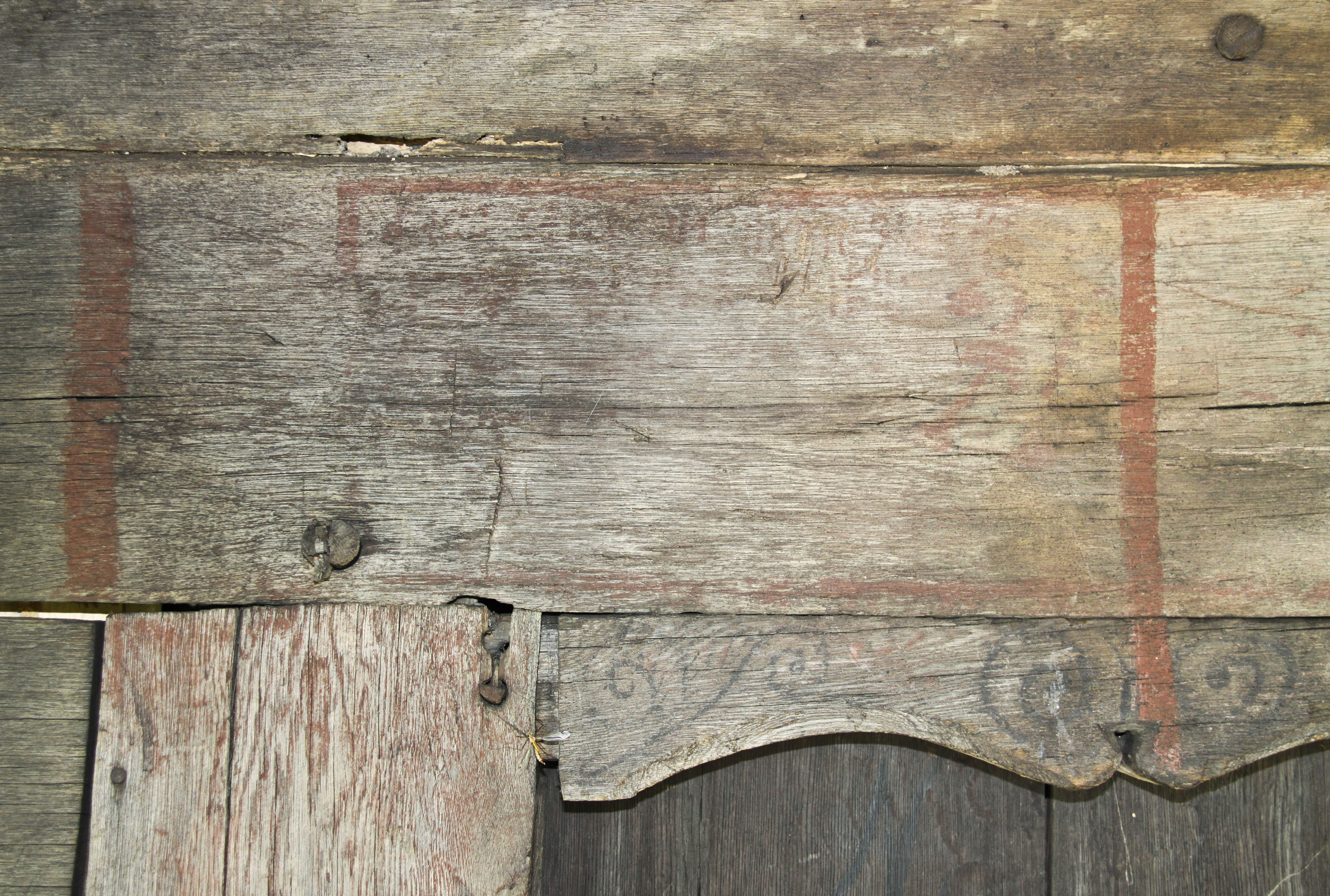
Pisania veche, aproape ştearsă, de peste intrare, foto: 2010.

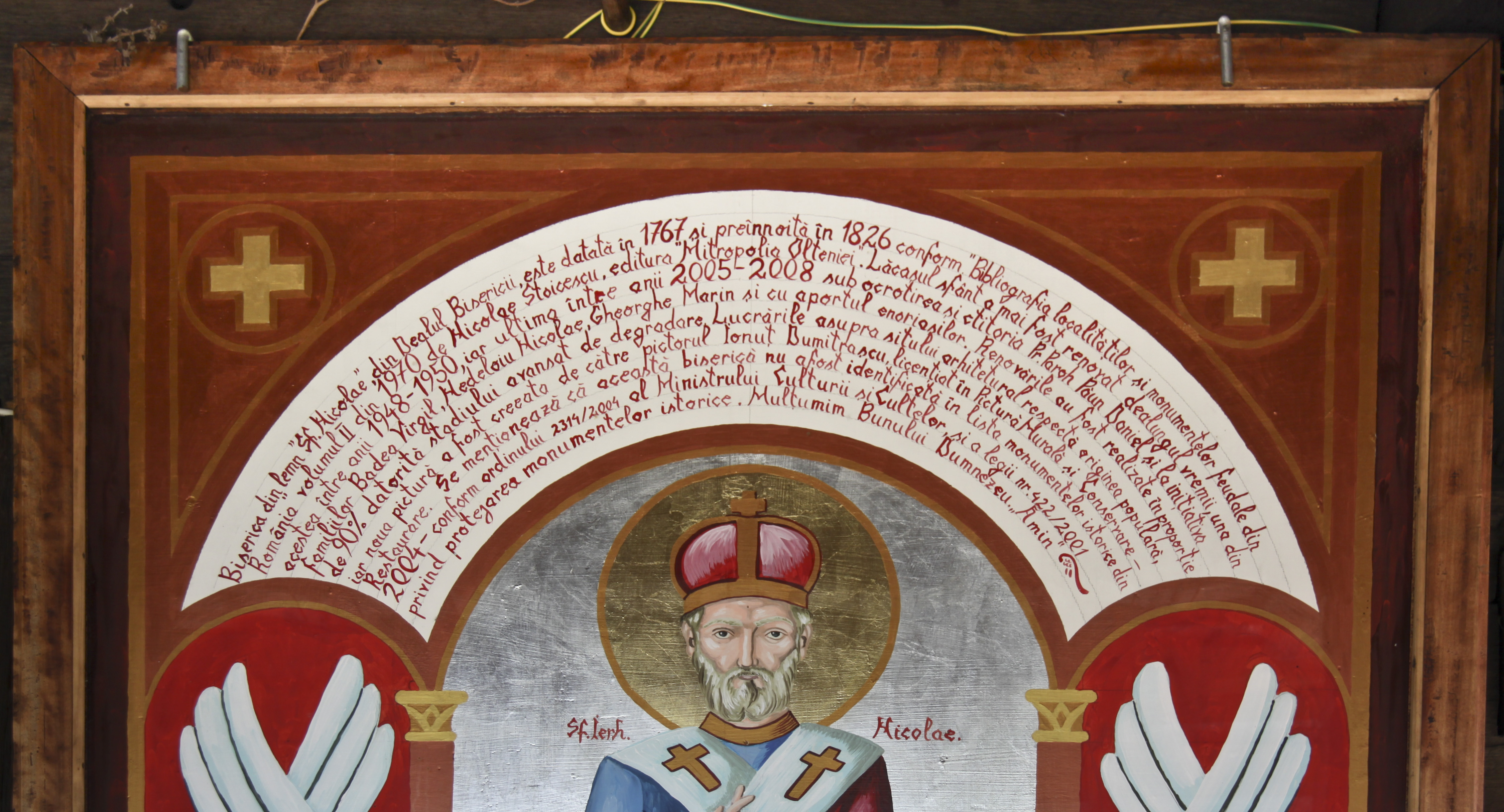
Cronica nouă a lăcaşului, foto: 2010.

Biserica de lemn din Dealu Bisericii se află în localitatea Dealu Bisericii, comuna Sinești, din județul Vâlcea. Poartă hramul „Sf. Nicolae” și este datată de  inscripție din anii 1763-64. Se distinge prin structura de lemn bine conservată. Crucile pictate și cadrul natural întregesc frumusețea acestui loc. Biserica lipsește de pe noua listă a monumentelor istorice, fapt ironizat în cronica acestui monument.

## Istoric
Biserica este datată de o inscripție în pridvor, în stânga intrării: „L[ea]t 7272”, adică anii 1763-64 ai erei noastre. Această datare este întărită de o catagrafie din 1840, unde se menționează că biserica a fost terminată în anul 1767 „de Stanciu, Negrea, popa Tudor și Amza Sârbu”.
Un moment aparte din destinul acestei biserici este marcat de însemnările lăsate de crucerii implicați în reparații și înzestrarea cu icoane la 1821, mai întâi pe peretele de sud: „7329 mar[tie] ...” apoi pe poalele de icoană de sub icoanele împărătești: „Pătru crucer, 7329” și „Ioan crucer ot Grădiștea; martie 10”. Din aceeași catagrafie, de la 1840, aflăm că biserica „s-au prenoit de Pătru Negrea în anul 1821”.
Într-o nouă pisanie-cronică, pictată pe icoana Sfântului Nicolae, din pridvor, este reconstituită vechimea lăcașului și destinul său în timp. Din lectura ei aflăm următoarele date: „Biserica de lemn Sf. Nicolae din Dealu Bisericii este datată în 1767 și preînnoită în 1826, conform «Bibliografia localităților și monumentelor feudale din România», vol II, din 1970, de Nicolae Stoicescu, editura Mitropoliei Olteniei. Lăcașul sfânt a mai fost renovat dealungul vremii, una din acestea între anii 1948-1950, iar ultima între anii 2005-2008 sub ctitoria și ocrotirea pr. paroh Păun Daniel și la inițiativa familiilor Badea Virgil, Nedeloiu Nicolae, Gheorghe Marin și cu aportul enoriașilor. Renovările au fost realizate în proporție de 90% datorită stadiului avansat de degradare. Lucrările asupra sitului arhitectural respectă originea populară, iar noua pictură a fost creată de către pictorul Ionuț Dumitrașcu , licențiat în pictură murală și conservare-restaurare. Se menționează că această biserică nu a fost identificată în lista monumentelor istorice din 2004, conform ordinului 2314/2004 al Ministerului Culturii și Cultelor, și a legii nr. 422/2001 privind protejarea monumentelor istorice. Mulțumim bunului Dumnezeu. Amin.” Textul cronicii moderne surprinde atât momentul ridicării în 1767 cât și al unor renovări la 1826, 1948-50 și 2005-08. Trebuie remarcată și o altă pisanie, mult mai veche, de peste intrarea în lăcaș, care este aproape ștearsă.
Din textul pisaniei noi lipsește un eveniment major din istoria lăcașului, despre care pereții exteriori vorbesc de unii singuri. Bârnele din pereți poartă semne de demontare, iar anii zgâriați pe latura de sud, în același stil, sugerează aducerea bisericii pe locul actual în anul 1845.

## Trăsături
Construcția se remarcă prin proporțiile foarte reduse. În plan se respectă împărțirea tradițională în trei încăperi interioare: tindă, biserică și altar, plus un mic pridvor în fața intrării. Absida altarului este retrasă de la pereții bisericii propriu-zise și terminată în cinci laturi.

## Imagini exterioare

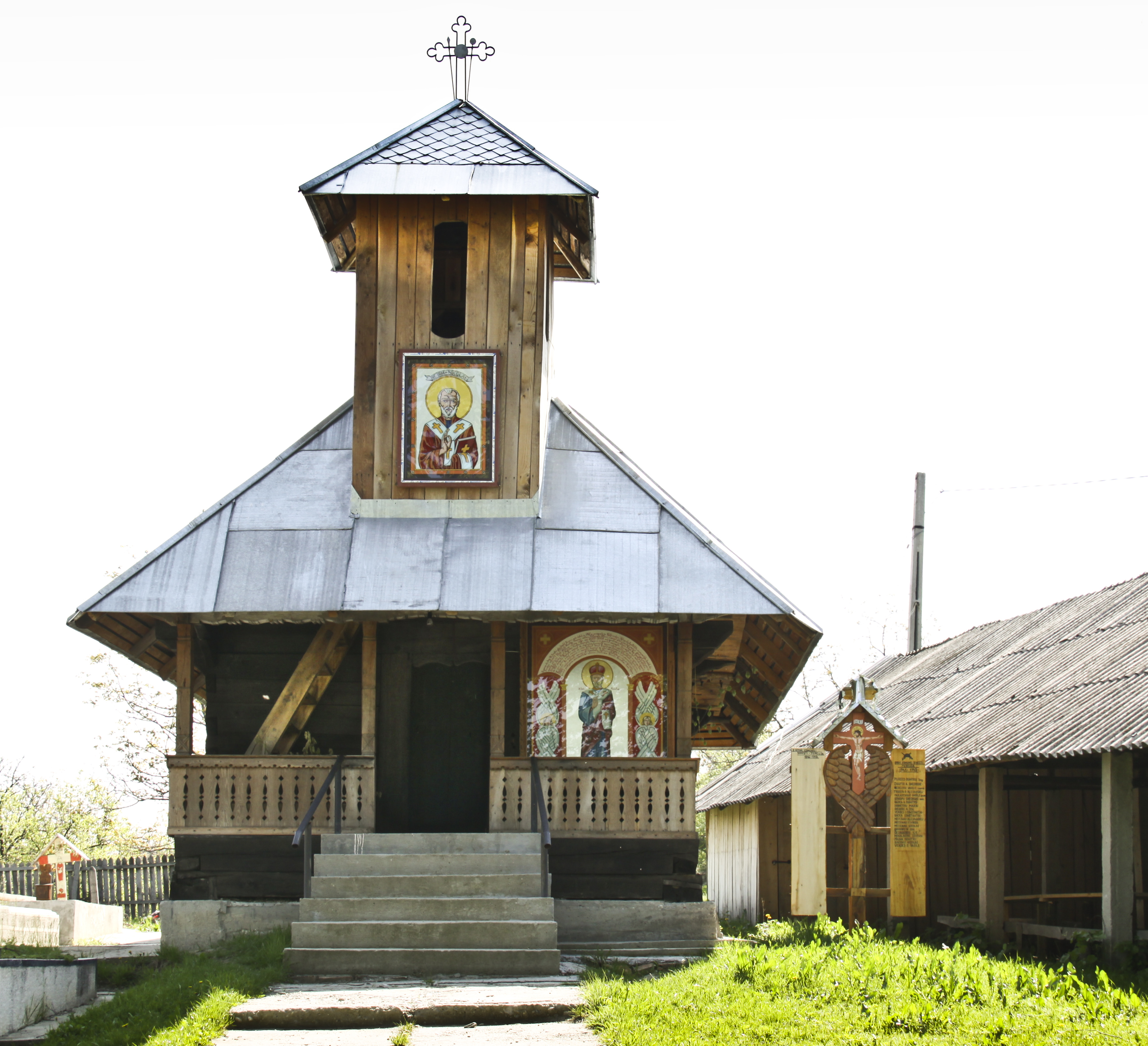
vest
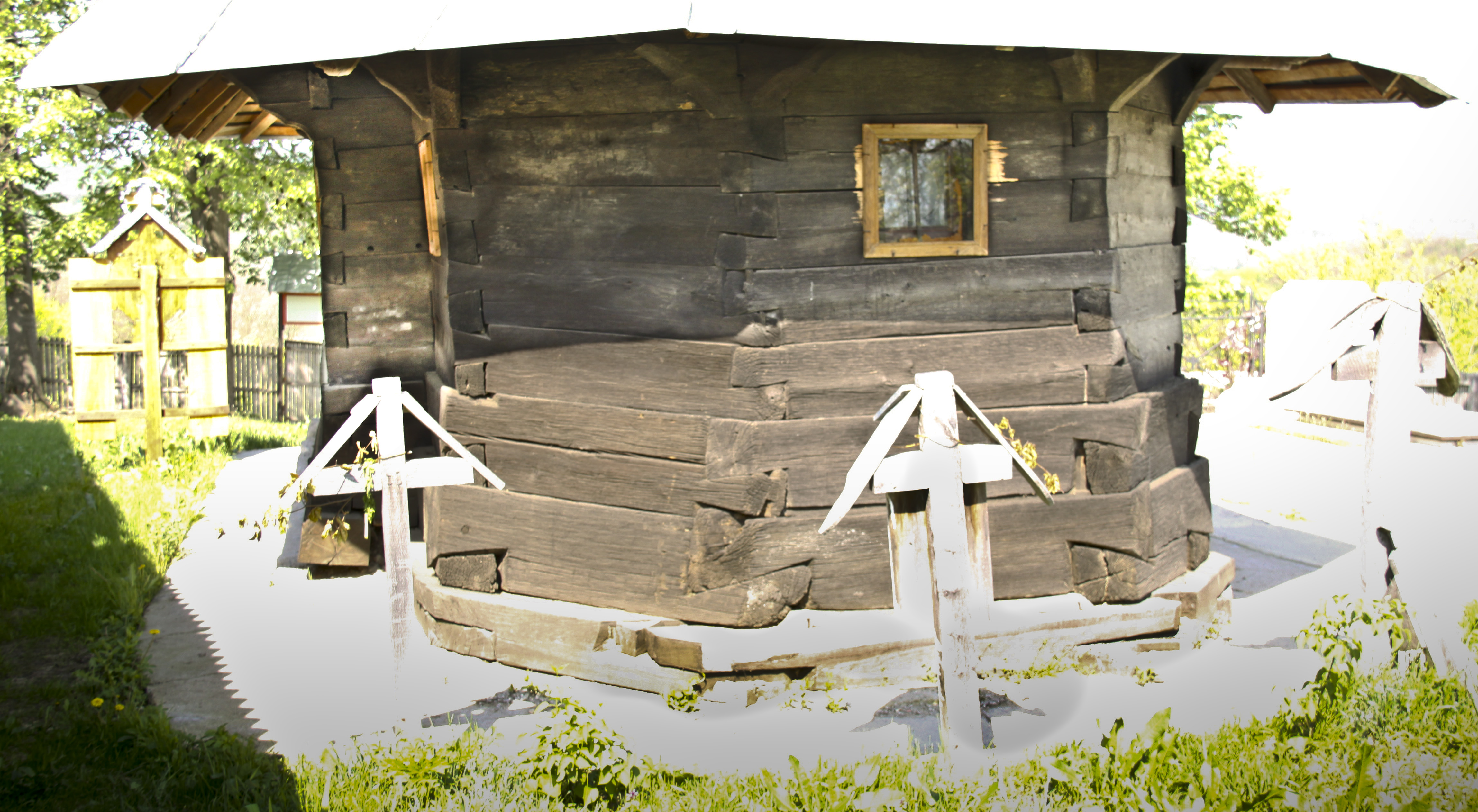
dosul bisericii, spre răsărit
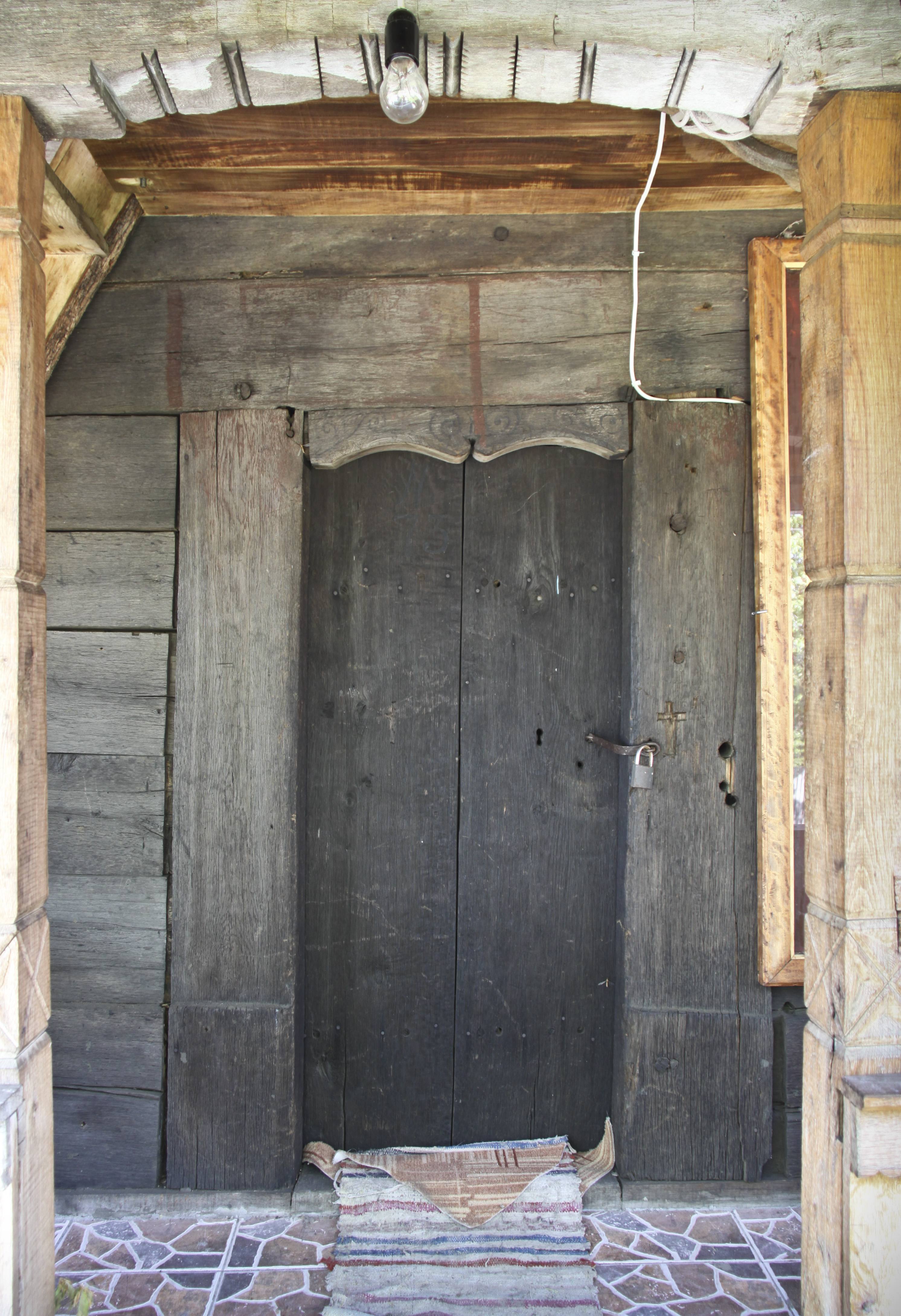
intrarea
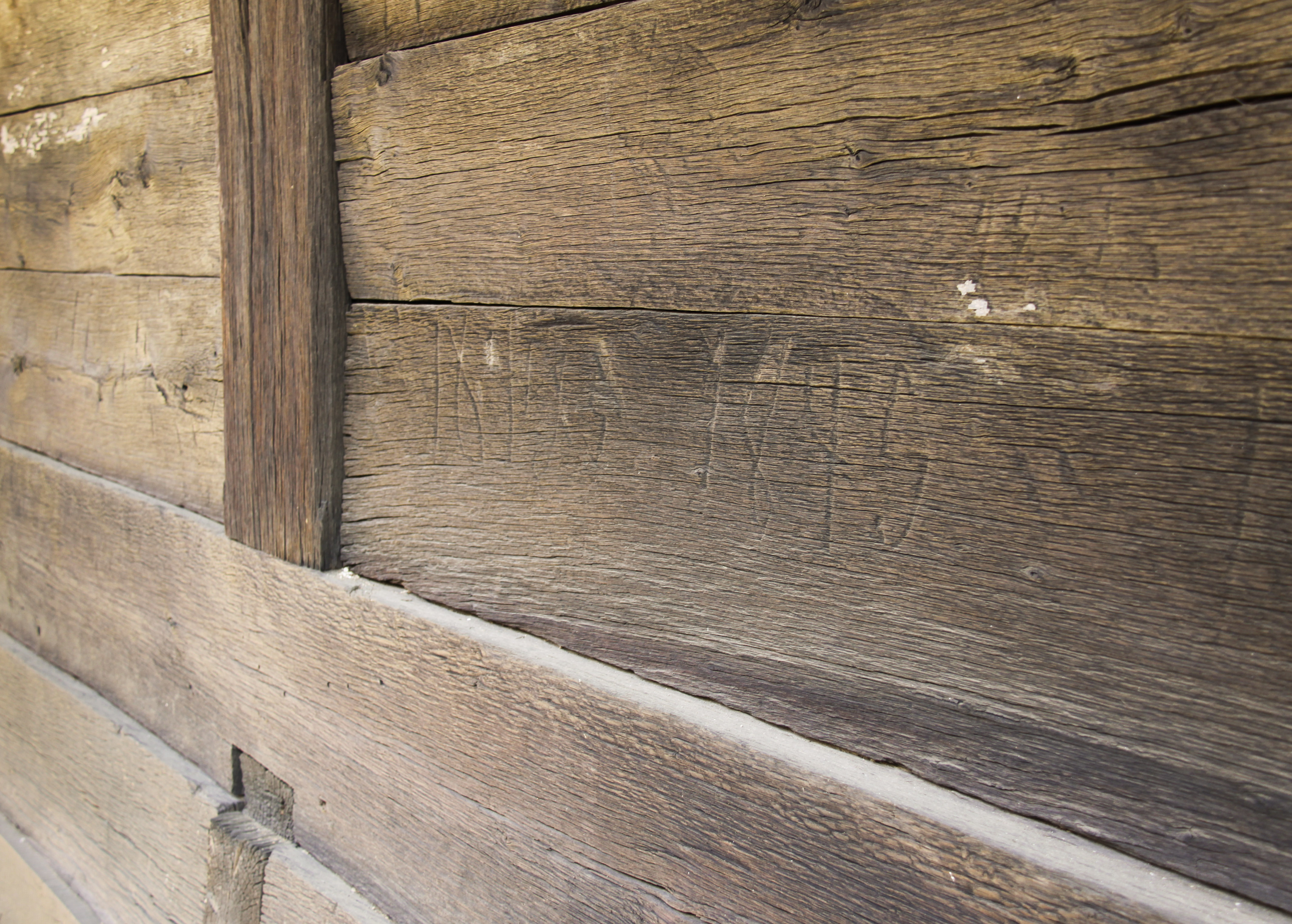
inscripţie 1845, sud
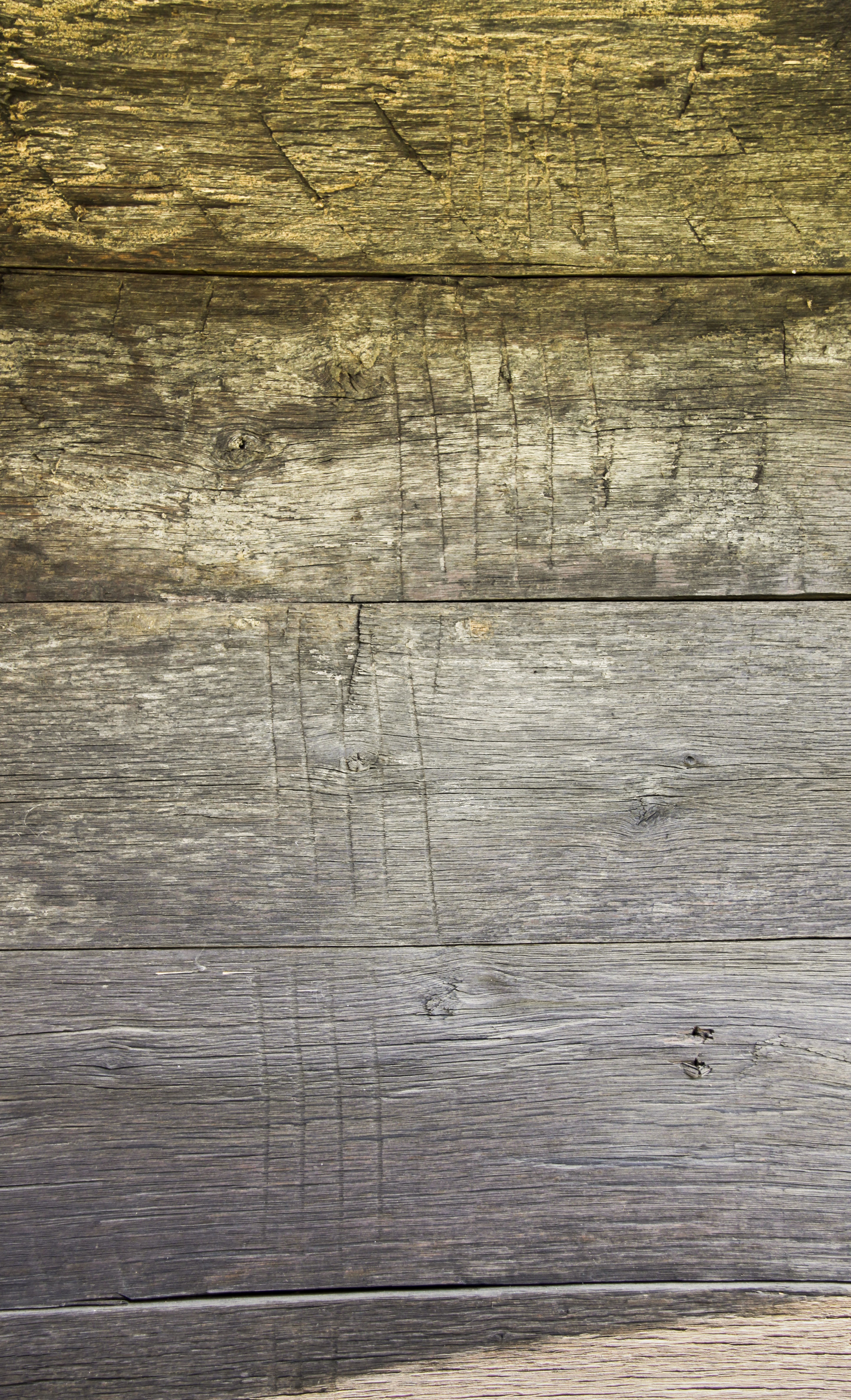
semne de mutare
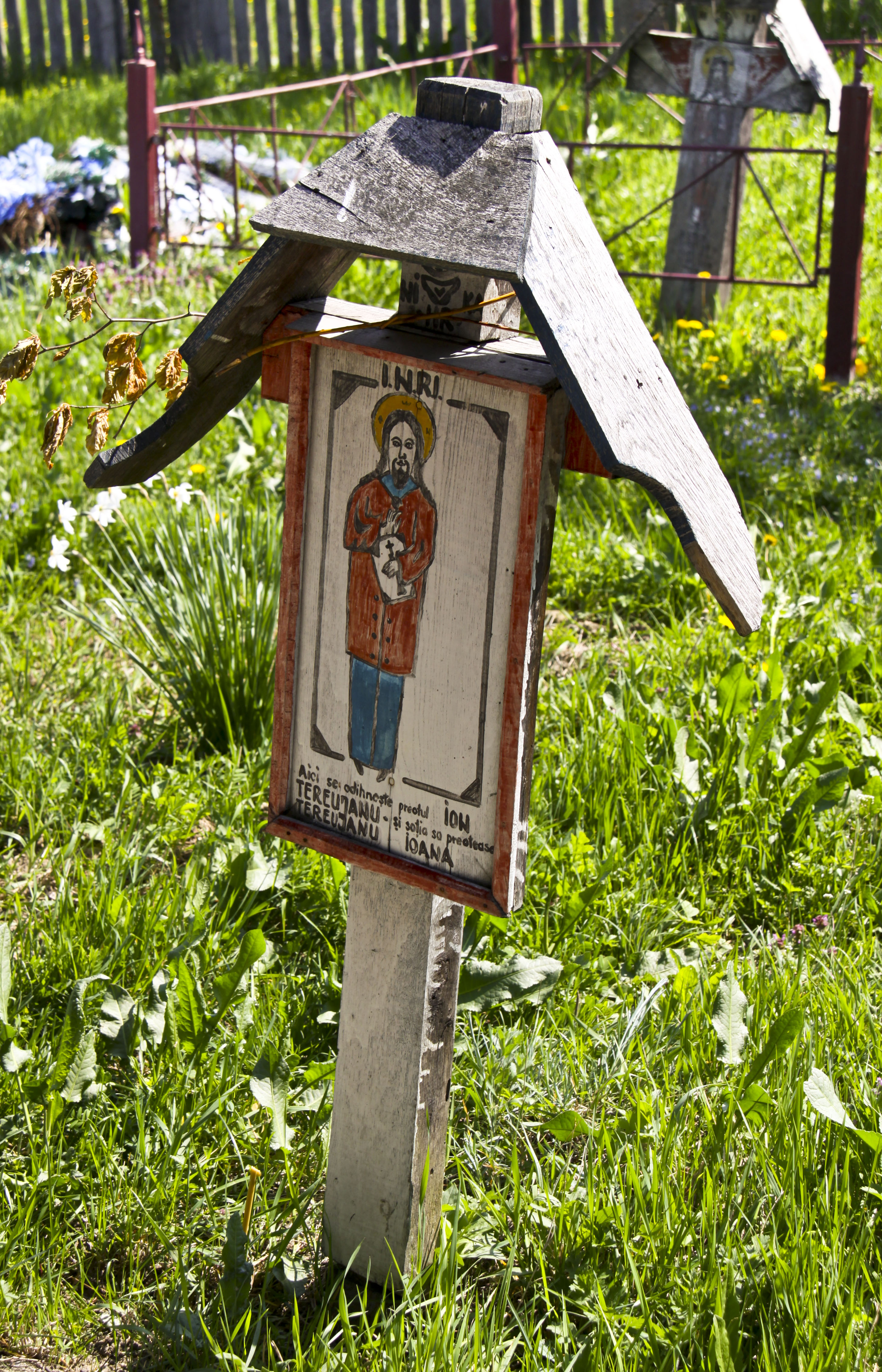
cruce pictată